# Новиков Микола Іванович

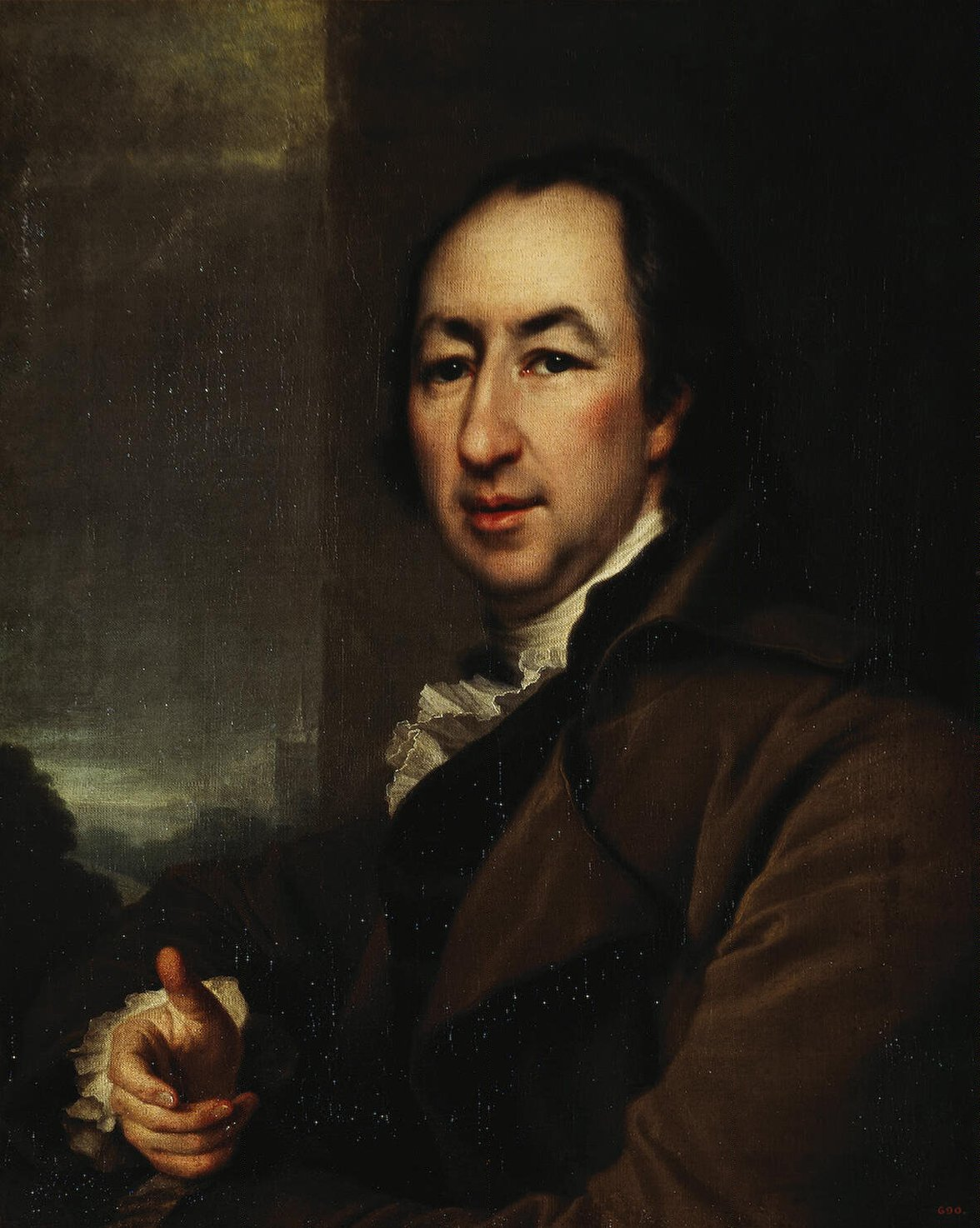
М. І. Новіков, портрет роботи Д. Г. Левицького

Микола Іванович Новиков (рос. Николай Иванович Новиков; 1744 — 1818) — російський просвітитель, письменник, видавець.

## Життєпис
Народився у дворянській родині. Навчився грамоти в сільського дяка, з 1755 по 1760 рік учився в гімназії при тільки що заснованому Московському університеті. З 1762 ніс солдатську службу в Ізмайловському полку. В 1767—1768 роках працював у Комісії зі складання проекту нового «Уложення» як секретар.
Просвітительські переконання Новікова сформувалися під впливом депутатів різних станів. У 1769 вийшов у відставку й став видавати сатиричні журнали: «Трутень», «Пустомеля», «Живописець» та інші, у яких критикував пороки тогочасного суспільства, виступав проти кріпосницьких порядків і полемізував з Катериною II. Мріючи виховати нове покоління в дусі громадських чеснот, Новіков став творцем «Дружнього вченого суспільства» й «Типографічної компанії», що займалися облаштуванням друкарень, першої в Москві загальнодоступної бібліотеки, книгарень і шкіл.
Новиков видав понад 940 книг з різних галузей знань, зокрема «Скіфську історію» Лизлова, свої власні праці: «Досвід історичного словника про російських письменників» (Спб., 1772), «Древняя россійськая идрографія» (Спб., 1773), «Древня россійськая вивліофика» (Спб., 1773—1775; 1788—1791), а також, серед інших журналів, перший дитячий журнал у Російській імперії — «Дитяче читання для серця й розуму».
В 1775 році став масоном, захоплений широкою релігійно-ідеологічною програмою, що розвивала християнське вчення про братерство й любов і спрямованою на моральне вдосконалення. Після Великої французької революції 1789 року та повстання Є. І. Пугачова розмах суспільної діяльності Новікова, що продовжував «розливати світ освіти у своїй батьківщині» (В. Г. Бєлінський), викликав насторожену увагу до нього Катерини II, що вважала Новікова «розумною й небезпечною людиною». 1792 року заарештований і без суду, за наказом імператриці, отримав 15 років заслання у Шліссельбурзькій фортеці.
1796 року його звільнив Павло І, проте підірване здоров'я вже не дозволило діячеві повернутися до активної діяльності.